# مصطفى خلقي
مصطفى خُلقي بن عثمان النوري (1851 - 11 فبراير 1916) شاعر سوري. ولد في دمشق في عائلة ألباني الأصل وهو ابن عثمان نوري باشا. درس في إسطنبول وتخرّج ضابطًا ونبع في الأدب التركي وتعلم الموسيقا. كُفّ بصره في أواخر أيّامه فأقام في دمشق حتى وفاته. له ديوان شعر مخطوط وشعر كثير بالتركية والعربية وموشّحات اشتُهرت في أيامه.

## سيرته
ولد مصطفى خلقي بن عثمان بك النوري سنة 1851 م/ 1267 هـ (في بعض مصادر 1825م/ 1240 هـ) في دمشق. ولد في عائلة عريقة ألبانية الأصل عرف بأوليا زاده. كان والده قائداً في الحملة التي غزا بها إبراهيم باشا بلاد الشام، فاستوطن دمشق، وأنجب مصطفى خلقي. كان في الخامسة من عمره لما توفي والده، فأدخلته أمه المدرسة الإعدادية العسكرية بدمشق.

تخرج من المدرسة الحربية في إسطنبول، وهنالك اصطحب أشهر شعراء الأتراك. وبدأ حياته العملية في الحقل السياسي بها فكان أحد أقطاب الثورة الفكرية والإصلاحية وكان يجيد اللغة الفرنسية وضليعاً بالعلوم الشرعية والفقهية. تخطي الرتب الرفيعة في السلك العسكري، وإبعد إلى قضاء دوما القريب من دمشق. وقد اشتهر بإشتراكه في حملة سامي باشا ضد تمرد دروز حوران.
كُفّ بصره في أواخر أيّامه، وكان يعتمد على سعيد عودة الدوماني بكتابة ما يمليه عليه من مقالات أدبية ورسائل سياسية يوجهها إلى جمال الدين الأفغاني ومحمد عبده. وكان عليماً بالفن الموسيقي وأوزان الموشحات، ويعزف بالقانون. 

توفي في الساعة الواحدة بعد ظهر يوم الخميس في 7 ربيع الثاني سنة 1334/ 11 فبراير 1916 وأعقب خمسة ذكور ودفن بمقبرة الدحداح بدمشق.

## مؤلفاته
له ديوان شعر مخطوط وشعر كثير بالتركية وموشّحات اشتُهرت في أيامه.